# Hechinger Landesdeputation
Die Hechinger Landesdeputation war zwischen 1798 und 1850 der Landtag des Fürstentums Hohenzollern-Hechingen.

## Der Landesvergleich von 1798
Nach langjährigen Prozessen vor dem Reichskammergericht um das Recht der Fürsten von Hohenzollern-Hechingen, Steuern zu erheben, wurde 1798 ein Rezess zwischen dem Fürsten und den Städten und Gemeinden des Fürstentums (nur Bisingen trat dem Landesvergleich nicht bei) geschlossen. Mit diesem Vergleich wurde die Hechinger Steuerdeputation als landständige Vertretung geschaffen. Kern der Kompetenzen der Landesdeputation war das Steuerbewilligungsrecht und die Aufstellung des Staatsbudgets und die Kontrolle desselben. Sie bestand aus zwölf gewählten Vertretern der Städte und Gemeinden. Zwei Mitglieder wurden durch die Stadt Hechingen, der Rest durch die anderen Gemeinden gewählt.
Der tatsächliche Einfluss der Landesdeputation war gering. Selbst das Steuerbewilligungsrecht wurde teilweise ignoriert. So führte Fürst Hermann eine „Kammersteuer“ ohne Zustimmung der Landesdeputation ein. In der napoleonischen Zeit wurden der Bevölkerung eine Vielzahl von zusätzlichen Lasten auferlegt.

## Die Wahlordnung von 1835

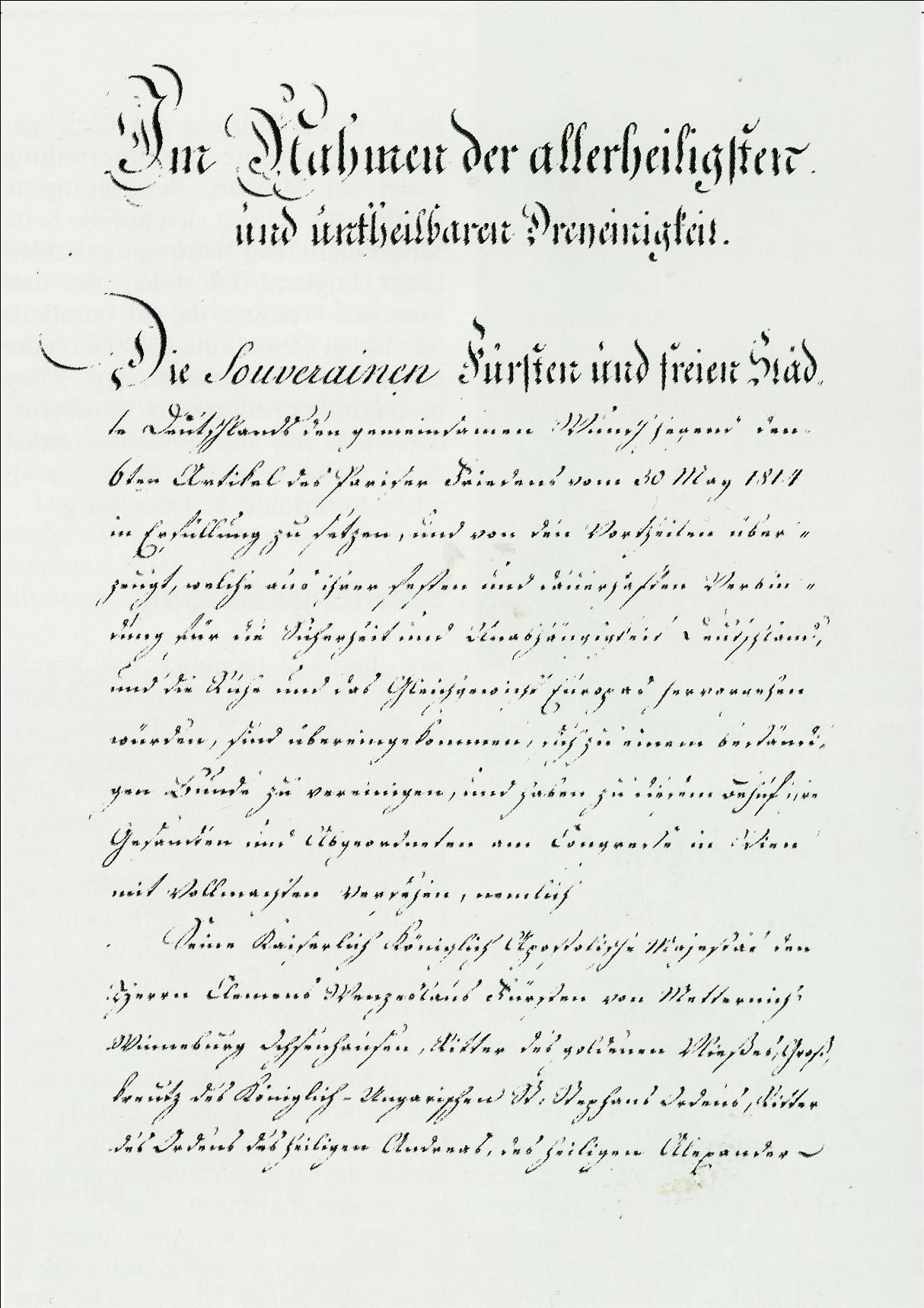
Bundesakte von 1815

Mit der Gründung des Deutschen Bundes regelte § 13 der Deutschen Bundesakte die Verpflichtung der Mitgliedsstaaten, „landständische Verfassungen“ zu erlassen. Die Fürsten von Hohenzollern-Hechingen argumentierten zunächst, mit dem Landesvergleich von 1798 sei diese Verpflichtung erfüllt. Nach und nach wurden jedoch in allen Nachbarländern Landtage eingerichtet. Baden, Bayern und Württemberg hatten dies bereits 1818/1819 gemacht, nach der Julirevolution von 1830 in Frankreich schlossen sich die meisten anderen Länder an. 1833 erfolgte auch die Einrichtung der Landstände des Fürstentums Hohenzollern-Sigmaringen.
Mit der Wahlordnung vom 1. Februar 1835 wurden die Steuerdeputation in Landesdeputation umbenannt und ihre Kompetenzen deutlich erweitert. Nun sollte sie auch in Gesetzgebungsangelegenheiten mitwirken und hatten das Recht, Petitionen an den Fürsten zu richten. Entsprechend sprach man nun auch von den Sitzungen der Hechinger Landesdeputation als Landtag. Der Landtag tagte planmäßig alle drei Jahre als ordentlicher Landtag.
Die Zusammensetzung der Landesdeputation entsprach der vorherigen Regelung. Sie bestand aus zwölf Abgeordneten, die in folgenden Wahlkreisen gewählt wurden:
| Wahlkreis       | Gebiet                                           |
| --------------- | ------------------------------------------------ |
| Stadt Hechingen | Zwei Abgeordnete                                 |
| Wahlbezirk I    | Stetten bei Hechingen und Boll                   |
| Wahlbezirk II   | Wessingen und Zimmern                            |
| Wahlbezirk III  | Weilheim und Grosselfingen                       |
| Wahlbezirk IV   | Owingen und Rangendingen                         |
| Wahlbezirk V    | Stein, Sickingen und Bechtoldsweiler             |
| Wahlbezirk VI   | Steinhofen, Thanheim und Bisingen                |
| Wahlbezirk VII  | Beuren, Schlatt und Jungingen                    |
| Wahlbezirk VIII | Killer, Starzeln und Hausen                      |
| Wahlbezirk IX   | Burladingen und Gauselfingen                     |
| Wahlbezirk X    | Stetten unter Holstein, Hörschwag und Wilflingen |

Die Wahl erfolgte in indirekter Wahl: Je zehn Einwohner einer Gemeinde wurde ein Wahlmann gewählt. Als Urwähler wahlberechtigt waren unbescholtene Männer, die das 25. Lebensjahr vollendet hatten. Die Wahlmänner eines Wahlbezirks wählten dann den eigentlichen Abgeordneten sowie einen Stellvertreter.
Die Urwahlen in Hechingen erfolgten im April 1835, die in den Landorten in den Folgemonaten. So konnte das Ergebnis der Wahlen erst am 26. September 1835 veröffentlicht werden.
Gewählt wurden:
| Wahlkreis       | Abgeordneter           | Beruf    | Ort             | Anmerkung            |
| --------------- | ---------------------- | -------- | --------------- | -------------------- |
| Stadt Hechingen | Anton Carry            | Kaufmann | Hechingen       | Lehnte das Mandat ab |
| Stadt Hechingen | Franz Xaver Ribler     | Hofrat   | Hechingen       | Nachwahl für Carry   |
| Stadt Hechingen | Wilhelm Seitz          | Gastwirt | Hechingen       |                      |
| Wahlbezirk I    | Dr. Cajetan Koller     | Hofarzt  | Hechingen       | Vorstand             |
| Wahlbezirk II   | Josef Fecker           | Vogt     | Zimmern         |                      |
| Wahlbezirk III  | Joh. Mich. Endreß      |          | Grosselfingen   |                      |
| Wahlbezirk IV   | Baltas Heck            |          | Rangendingen    |                      |
| Wahlbezirk V    | Johann Kappenmann      |          | Bechtoldsweiler |                      |
| Wahlbezirk VI   | Dr. Carl Bosch         | Arzt     | Hechingen       |                      |
| Wahlbezirk VII  | Johann Baptist Diebold | Pfarrer  | Thannheim       | Schriftführer        |
| Wahlbezirk VIII | Josef Blumenstetter    | Pfarrer  | Boll            | Stellv. Vorstand     |
| Wahlbezirk IX   | Christian Baur         | Vogt     | Burladingen     |                      |
| Wahlbezirk X    | Dominikus Münch        | Lehrer   | Wilflingen      |                      |

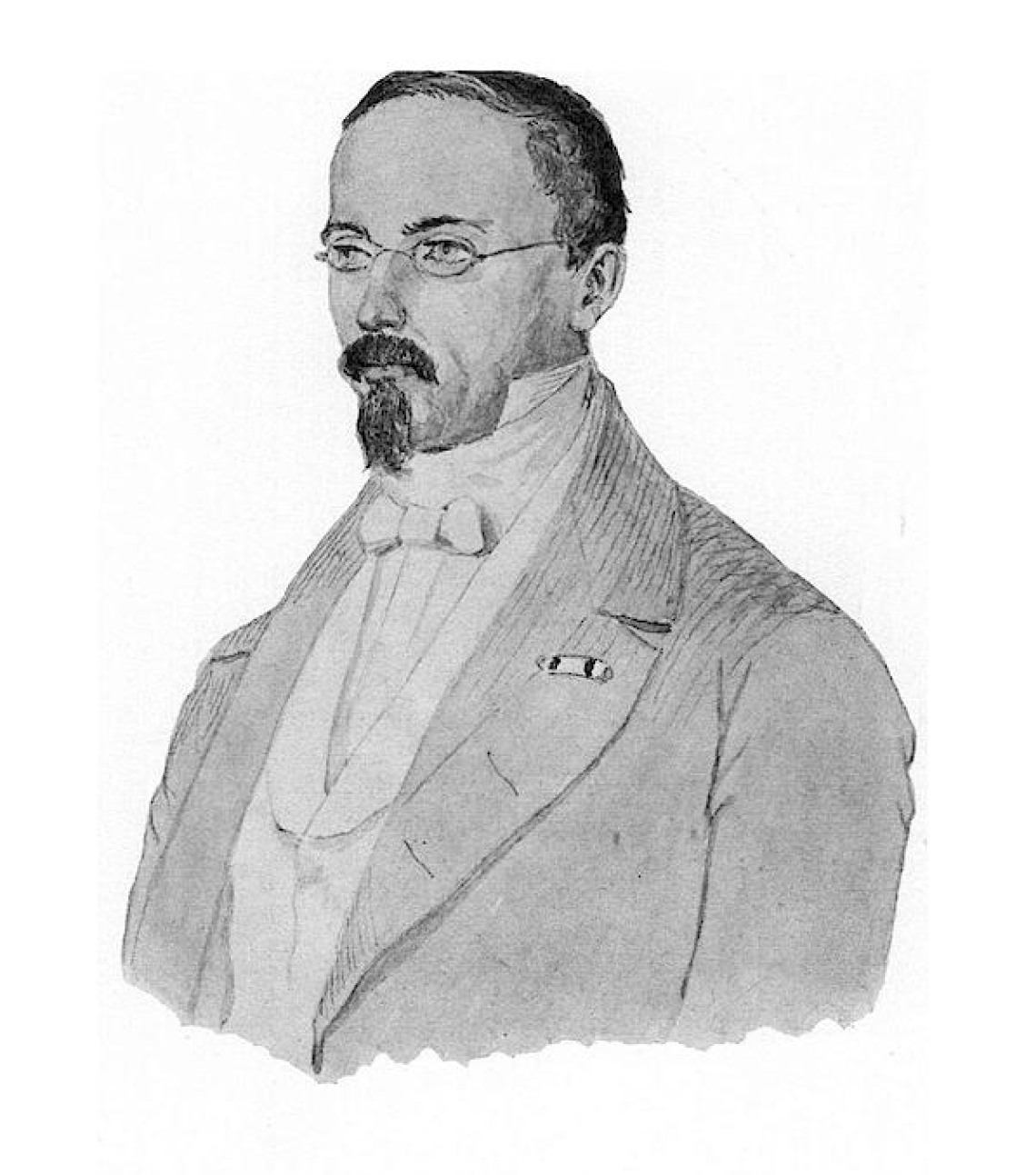
Vorstand des Landtags, Cajetan Koller

Auf der konstituierenden Sitzung des Landtags am 14. Oktober 1835 wählte der Landtag Josef Blumenstetter (10 Stimmen), Cajetan Koller (10 Stimmen) und Pfarrer Johann Baptist Diebold (9 Stimmen) auf die Vorschlagsliste zum Vorstand (Parlamentspräsidenten). Der Fürst ernannte daraufhin Koller (mit der Begründung, er sei der Älteste der Vorgeschlagenen) zum Vorstand des Landtags. Blumenstetter wurde sein Stellvertreter und Diebold Schriftführer.
Für die folgenden Wahlen wurde die Wahlordnung durch den Landtag leicht modifiziert. Nun wurden zwölf Abgeordnete in sechs 2-Personenwahlkreisen gewählt.
| Wahlkreis      | Gebiet                                                                  |
| -------------- | ----------------------------------------------------------------------- |
| Wahlbezirk I   | Stadt Hechingen                                                         |
| Wahlbezirk II  | Stetten bei Hechingen, Boll, Wessingen, Zimmern, Thanheim und Bisingen  |
| Wahlbezirk III | Wilfingen, Steinhofen, Weilheim und Grosselfingen                       |
| Wahlbezirk IV  | Owingen, Rangendingen, Stein und Bechtoldsweiler                        |
| Wahlbezirk V   | Sickingen, Beuren, Schlatt, Jungingen, Killer und Starzeln              |
| Wahlbezirk VI  | Hausen, Burladingen, Gauselfingen, Stetten unter Holstein und Hörschwag |

## Revolution, 59er Landtag und Anschluss an Preußen
Die Revolution in Sigmaringen führte auch zu einem Ende der Arbeit der Landesdeputation. Stattdessen berief der Fürst einen außerordentlichen Landtag ein, dem 59 Vertreter der Städte und Gemeinden angehörten (den so genannten 59er Landtag). Zu einer Erneuerung der Verfassung und der Wahl einer neuen Volksvertretung kam es in Hohenzollern-Hechingen jedoch nicht. Stattdessen dankte der Fürst ab und übertrug die Hoheitsrechte an Preußen.
Mit der Übernahme durch Preußen 1850 wurden direkt keine Nachfolgeorganisation für den Landtag geschaffen. 1875 trat der Kommunallandtag der Hohenzollernschen Lande erstmals zusammen, der damit indirekt Nachfolger der Landesdeputation wurde. Ein einziges Mitglied dieses ersten Kommunallandtags war bereits vorher Mitglied der letzten Landesdeputation gewesen.